# ダニエル・ナバ
ダニエル・ジェームズ・ナバ（Daniel James Nava, 1983年2月22日 - ）は、 アメリカ合衆国カリフォルニア州サンマテオ郡レッドウッドシティ出身のプロ野球選手（外野手）。左投両打。

## 経歴

### アマチュア・独立リーグ時代
低身長症により高校入学時の身長は142cm、体重は32kgしかなく、チームではいつも9番打者であった。サンタクララ大学では身体の小ささにより選手になれず、マネージャーとなる。経済的理由によりサンマテオ大学に転学し、そこで選手として頭角を現す。その頃には成長ホルモン投与の甲斐あって体格も大きくなっていた。
しかし、MLBドラフト指名からは漏れ、独立リーグの入団テストも当初は不合格だった。1年後の2007年にようやく独立リーグ・ゴールデンベースボールリーグのチコ・アウトローズに入団し、リーグ首位打者となる。

### レッドソックス時代
2008年にリーグ首位打者になった活躍がスカウトの目に留まり、僅か1500ドルの契約金でボストン・レッドソックスに入団した。
2010年の6月12日にメジャー初昇格を果たすと、史上2人目となる満塁からの初球初打席初本塁打を放ち、鮮烈なデビューを飾った。2011年にはメジャー出場がなく、一時は40人枠からも外れたが、2012年には再びメジャー昇格を果たしている。
2013年は左翼手のレギュラーに定着。規定打席に到達し、打率も3割超えを果たした。
2014年3月7日にレッドソックスと1年契約に合意した。前年に引き続きレギュラー格で起用されたが、4月の月間打率が.149に落ち込むなど不振に喘ぎ、4月23日にはマイナー降格を命じられる。5月24日に再昇格してから後は打率.297と持ち直したものの、シーズン通算打率は.270に留まった。また長打が前年より大幅に減り、特に本塁打は前年の3分の1である4本に終わった。
2015年は29試合に出場していたが、打率.152・本塁打ゼロ・7打点と極度の不振に陥った。7月30日にDFAとなった。

### レイズ時代
2015年8月5日にウェイバー公示を経てタンパベイ・レイズへ移籍した。レイズ加入後は31試合に出場して、打率.233・1本塁打・3打点・1盗塁という成績を記録し、やや復調した。2チーム計では60試合に出場し、打率.194・1本塁打・10打点という内容だった。守備では移籍前後ともに右翼手・一塁手・左翼手を守った。11月20日にDFAとなり、25日に40人枠を外れる形でAAA級ダーラム・ブルズへ降格した。

### エンゼルス時代
2015年12月16日にロサンゼルス・エンゼルスと1年契約を結んだ。
2016年7月30日にDFAとなり、8月4日に40人枠を外れる形で傘下のAAA級ソルトレイク・ビーズへ配属された。エンゼルスでは45試合に出場し、打率.235・1本塁打・13打点という成績を記録。守備は左翼手の37試合で無失策ながら、DRSは - 8だった。

### ロイヤルズ時代
2016年8月29日に後日発表選手とのトレードで、カンザスシティ・ロイヤルズへ移籍した。9月6日にメジャー契約を結んでアクティブ・ロースター入りした。ロイヤルズでは一塁手で起用されて9試合に出場したが、打率.091と結果を残せなかった。エンゼルスとの合算では、54試合の出場で打率.223・1本塁打・13打点・OPS0.590という成績だった。オフの11月8日にFAとなった。

### フィリーズ時代
2016年12月12日にフィラデルフィア・フィリーズとマイナー契約を結び、2017年のスプリングトレーニングに招待選手として参加することになった。
2017年3月30日にメジャー契約を結んで40人枠入りした。この年は80試合に出場して打率.301・4本塁打・21打点・1盗塁の成績を残した。11月2日にFAとなった。

### フィリーズ退団後
2018年2月9日にピッツバーグ・パイレーツとマイナー契約を結び、スプリングトレーニングに招待選手として参加することになった。
2019年6月2日に独立リーグ・アメリカン・アソシエーションのカンザスシティ・ティーボーンズと契約。

## 詳細情報

### 年度別打撃成績
| 年 度    | 球 団    | 試 合 | 打 席 | 打 数 | 得 点 | 安 打 | 二 塁 打 | 三 塁 打 | 本 塁 打 | 塁 打 | 打 点 | 盗 塁 | 盗 塁 死 | 犠 打 | 犠 飛 | 四 球 | 敬 遠 | 死 球 | 三 振 | 併 殺 打 | 打 率 | 出 塁 率 | 長 打 率 | O P S |
| -------- | -------- | ----- | ----- | ----- | ----- | ----- | -------- | -------- | -------- | ----- | ----- | ----- | -------- | ----- | ----- | ----- | ----- | ----- | ----- | -------- | ----- | -------- | -------- | ----- |
| 2010     | BOS      | 60    | 188   | 161   | 23    | 39    | 14       | 1        | 1        | 58    | 26    | 1     | 1        | 0     | 0     | 19    | 1     | 8     | 46    | 5        | .242  | .351     | .360     | .711  |
| 2012     | BOS      | 88    | 317   | 267   | 38    | 65    | 21       | 0        | 6        | 104   | 33    | 3     | 0        | 2     | 2     | 37    | 1     | 9     | 63    | 5        | .243  | .352     | .390     | .742  |
| 2013     | BOS      | 134   | 536   | 458   | 77    | 139   | 29       | 0        | 12       | 204   | 66    | 0     | 2        | 4     | 8     | 51    | 2     | 15    | 93    | 10       | .303  | .385     | .445     | .831  |
| 2014     | BOS      | 113   | 408   | 363   | 41    | 98    | 21       | 0        | 4        | 131   | 37    | 4     | 2        | 0     | 2     | 33    | 1     | 10    | 81    | 5        | .270  | .346     | .361     | .706  |
| 2015     | BOS      | 29    | 78    | 66    | 6     | 10    | 2        | 0        | 0        | 12    | 7     | 0     | 0        | 1     | 1     | 8     | 0     | 2     | 17    | 3        | .152  | .260     | .182     | .442  |
| 2015     | TB       | 31    | 88    | 73    | 7     | 17    | 2        | 0        | 1        | 22    | 3     | 1     | 0        | 0     | 0     | 12    | 0     | 3     | 19    | 1        | .233  | .364     | .301     | .665  |
| '15計    | TB       | 60    | 166   | 139   | 13    | 27    | 4        | 0        | 1        | 34    | 10    | 1     | 0        | 1     | 1     | 20    | 0     | 5     | 36    | 4        | .194  | .315     | .245     | .560  |
| 2016     | LAA      | 45    | 136   | 119   | 10    | 28    | 5        | 0        | 1        | 36    | 13    | 0     | 0        | 0     | 3     | 9     | 0     | 5     | 26    | 2        | .235  | .309     | .303     | .611  |
| 2016     | KC       | 9     | 12    | 11    | 1     | 1     | 1        | 0        | 0        | 2     | 0     | 0     | 0        | 0     | 0     | 1     | 0     | 0     | 4     | 0        | .091  | .167     | .182     | .348  |
| '16計    | KC       | 54    | 148   | 130   | 11    | 29    | 6        | 0        | 1        | 38    | 13    | 0     | 0        | 0     | 3     | 10    | 0     | 5     | 30    | 2        | .223  | .297     | .292     | .590  |
| 2017     | PHI      | 80    | 214   | 183   | 21    | 55    | 8        | 1        | 4        | 77    | 21    | 1     | 0        | 0     | 2     | 26    | 0     | 3     | 38    | 2        | .301  | .393     | .421     | .813  |
| MLB：7年 | MLB：7年 | 589   | 1977  | 1701  | 224   | 452   | 103      | 2        | 29       | 646   | 227   | 10    | 5        | 7     | 18    | 196   | 5     | 55    | 387   | 33       | .266  | .357     | .380     | .737  |

- 2017年度シーズン終了時

### 背番号
- 60（2010年）
- 66（2012年）
- 29（2013年 - 2015年途中）
- 7（2015年途中 - 同年終了）
- 25（2016年 - 同年途中、2017年）
- 12（2016年途中 - 同年終了）